# Hautacam
Hautacam er et vintersportssted i Pyrenæerne. Det ligger i Hautes-Pyrénées-departmentet i Midi-Pyrénées-regionen. Vintersportsstationen ligger i en højde af 1560 meter.

## Tour de France
På Hautacam blev en etape af Tour de France første gang afholdt i 1994, vundet af Luc Leblanc.

### Tour de France-etapevindere
| År   | Etape | Etapevinder      |
| ---- | ----- | ---------------- |
| 2025 | 12    | Tadej Pogacar    |
| 2022 | 18    | Jonas Vingegaard |
| 2014 | 18    | Vincenzo Nibali  |
| 2008 | 10    | Juan José Cobo   |
| 2000 | 9     | Javier Otxoa     |
| 1996 | 16    | Bjarne Riis      |
| 1994 | 11    | Luc Leblanc      |